# Abbas Akhoundi
Abbas Ahmad Akhoundi, né le 6 juin 1957 à Nadjaf, est un homme politique iranien. Il est ministre des Transports et du Développement urbain de la République islamique d'Iran de 2013 à 2018.

## Biographie

### Jeunesse et formation
Il voit le jour à Nadjaf en Irak où réside son grand-père, le grand ayatollah Allameh Amini. Comme d'autres familles iraniennes, celle d'Abbas Akhoundi est chassée d'Irak dans les années 1970. 
Il est titulaire d'un diplôme d'ingénieur civil de l'université de Téhéran et d'un Philosophiæ doctor (PhD) en économie politique, obtenu au Royal Holloway de l'université de Londres en 2006.

### Carrière politique
Akhoundi est ministre du Logement du 13 août 1993 au 13 août 1997, sous la présidence d'Hachemi Rafsandjani.
Partisan du libéralisme économique, Akhoundi appartient à la tendance réformatrice au sein du pouvoir iranien. Il apporte son soutien à Mir Hossein Moussavi pour l'élection présidentielle de 2009.
Le 15 août 2013, il est nommé ministre des Transports et du Développement urbain par le président Hassan Rohani. À ce titre, il annonce en janvier 2016 l'achat d'avions au constructeur Airbus après la levée des sanctions contre le pays,,. Il quitte son poste le 20 octobre 2018.